# جمعية سيهات للخدمات الاجتماعية
جمعية سيهات للخدمات الاجتماعية هي جمعية تأسست في سيهات بالمنطقة الشرقية، المملكة السعودية للخدمات الاجتماعية في منتصف الخمسينات هجرية وفي عام 1382 هـ، سجلت الجمعية رسمياً وكانت آنذاك تسمى صندوق البر ببلدة سيهات.تعتبر جمعية سيهات للخدمات الاجتماعية من الجمعيات الرائدة حيث تأسست في منتصف السبعينات هجرية* كأول جمعية خيرية في المملكة وقبل تأسيس وزارة العمل والشؤون الإجتماعية في المملكة العربية السعودية. وبعد تأسيس وزارة العمل والشؤون الاجتماعية في 1380 هـ وتحديداً في عهد الملك سعود بن عبد العزيز بن عبد الرحمن آل سعود أدرجت الجمعية في سجلات الوزارة رسمياً في عام 1382 هـ بالرقم (6).

## التأسيس
وفكرة إنشاء وتأسيس الجمعية تعود لعبد الله سلمان المطرود وبجانبه نفر من الخيرين ومحبي العمل التطوعي الإنساني والذين قادهم شعورهم الوطني تجاه أبناء وطنهم من المعوزين والأرامل والأيتام والعجزة حيث أسسوا صندوقاً يرفد هذه الفئات بما يكفي حاجتهم ويسد رمقهم.
وبعد تبلور الفكرة وثبات التجربة عمل هؤلاء المؤسسين على رفع خطاب مرفقاً بتقرير حول المحتاجين من أهالي البلدة إلى الجهات المعنية آنذاك. بعدها أوفدت الوزارة بعض الأشخاص لتقصي الحقائق ومعاينة الأمر فأبدوا الموافقة المبدئية وحظيت آنذاك بدعم حكومي.

## محطات تاريخية
الخدمة الاجتماعية.. انطلاقة ومنعطف جديد في مسيرة الجمعية
- في عام 1385 هـ أسست الجمعية أول بيت لإيواء العجزة المعوزين ممن لاعائل لهم وذلك في بيت مستأجر.
- في عام 1386هـ سجلت الجمعية بوزارة الشئون الاجتماعية تحت رقم (6) تحت مسمى جمعية سيهات للخدمات الاجتماعية لتنتقل بذلك من إطار تقديم المساعدات للمستحقين إلى إطار أوسع ينسجم مع المفهوم الحديث للخدمة الاجتماعية
- في عام 1387هـ بدأت الجمعية مشروع بناء بيوت سكنية للأسر المحتاجة وصيانة المنازل.
- في عام 1390هـ افتتح رسمياً بيت الطفولة السعيد، وتحملت الجمعية آنذاك نفقات 40% من الأطفال.
- في عام 1391هـ أطلقت الجمعية برنامج رعاية الأمومة لتعليم الخياطة وإدارة المنزل وتربية الأطفال وتعليم القراءة والكتابة.

## مشاريع الجمعية
- بيت الطفولة السعيد
- المجمع الصحي الاجتماعي.
- المركز النسائي.
- مركز الإبداع العلمي والتقني.
- العيادات الخارجية.
- مشروع مدينة الأميرمحمد بن فهد بن عبد العزيز آل سعود.

## مجلس الإدارة
يتكون مجلس الإدارة من السادة:
- عبد الرؤف بن عبد الله سلمان المطرود – الرئيس
- محمد بن علي محمد آل خليفة –نائب الرئيس
- حسين بن حبيب صالح آل خريده – أمين الصندوق
- حسين بن عبد الله حسن آل عباس – أمين سر

## فرع الجمعية بالدمام
تم افتتاح فرع للجمعية في حي المحمدية بالدمام بتاريخ 19/1/1427هـ لتقديم المساعدات النقدية والعينية إلى الأسر والأفراد المحتاجين من الفقراء والمساكين والأيتام والأرامل والمطلقات وعوائل المساجين والراغبين في الزواج ومساعدات تحسين المساكن.

### أهداف فرع الجمعية بالدمام
1. العمل على رفع المعاناة عن الأيتام والمحتاجين وردهم إلى أحضان المجتمع ليكونوا أعضاء فاعلين.
2. دعم المحتاجين مادياً ومعنوياً وعينياً.
3. الارتقاء بمستوى الأيتام والمحتاجين الاجتماعي والتربوي والدراسي والصحي والنفسي.
4. مساندة الأسر ذوي الاحتياجات الخاصة.
5. رفع إنتاجية الأسر تأهيلا وتوظيفا.

### مجلس الإدارة
ويتكون مجلس إدارة الفرع من:
- عبد المحسن حسين السلطان – رئيس الفرع

- علي ناصر البوعيسى – نائب الرئيس
- حسن جاسم القرقوش – رئيس لجنة التخطيط
- عبد العزيز الخميس – رئيس لجنة الأيتام
- أحمد الحليمي – رئيس لجنة بحث الحالات
- أحمد علي الشامسي – رئيس المالية
- إبراهيم حسن العامر– رئيس لجنة التأهيل والتوظيف
- علي المحيسن – رئيس لجنة التوزيع والصيانة
- رباب السعد – رئيسة القسم النسائي

## وصلات خارجية
- الموقع الرسمي